# 806

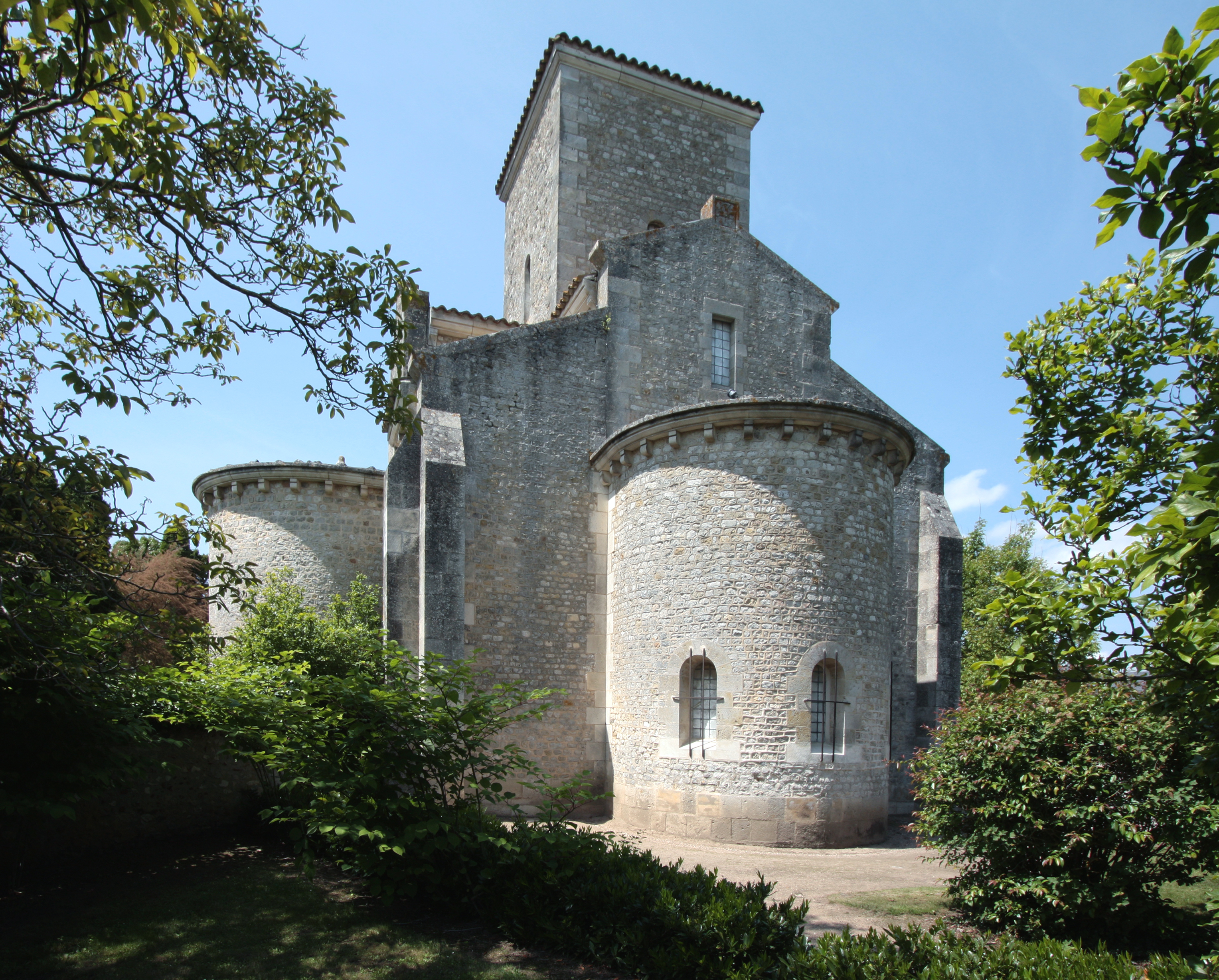
Kerk van Germigny (Germigny-des-Prés)

Het jaar 806 is het 6e jaar in de 9e eeuw volgens de christelijke jaartelling.

## Gebeurtenissen

### Brittannië
- De Vikingen plunderen het klooster van Iona, gelegen ten westen van het Schotse eiland Mull. Op het strand ("baai van de martelaren") worden 68 monniken afgeslacht. Degene die kunnen ontsnappen, vluchten met het "Boek van Kells" (een illumineert manuscript) naar het klooster van Kells (huidige Ierland).

### Europa
- Keizer Karel de Grote regelt een rijksdelingsplan, de zogenaamde Divisio Regnorum om na zijn dood onenigheden onder zijn erfgenamen te voorkomen. Hij verdeelt het Frankische Rijk onder zijn zonen; Karel de Jongere krijgt Austrasië, Neustrië, Saksen, Bourgondië en Thüringen. Aan Pepijn wordt Italië, Beieren en Karinthië toegewezen. Karel geeft Lodewijk de Vrome het bestuur over Aquitanië, de Spaanse Mark en de Provence.
- Karel de Grote lijft Dalmatië (huidige Kroatië) in bij het Frankische Rijk. Keizer Nikephoros I stuurt een Byzantijnse vloot en stelt een zeeblokkade in tegen Venetië. Dit om de handel en bevoorrading stil te leggen.
- Willem met de Hoorn, een neef en paladijn van Karel de Grote, treedt na het overlijden van zijn vrouw af als graaf van Toulouse. Hij wordt opgevolgd door Bego en trekt zich als heremiet terug in het klooster.

### Arabische Rijk
- Byzantijns-Arabische Oorlog: Kalief Haroen al-Rashid leidt een militaire campagne (een 'heilige oorlog') tegen het Byzantijnse Rijk. Hij mobiliseert een Arabisch expeditieleger (135.000 man) in Ar-Raqqah (huidige Syrië) en valt Cappadocië (Centraal-Anatolië) binnen.

### Japan
- Keizer Kammu overlijdt na een regeerperiode van 25 jaar. Hij wordt opgevolgd door zijn zoon Heizei als de 51e keizer van Japan.

### Religie
- De kerk van Germigny (Germigny-des-Prés) wordt in opdracht van Theodulf, bisschop van Orléans, gebouwd door Odo van Metz. De kerk wordt als huiskapel (oratorium) gebruikt.
- Door het keizerlijke hof van Japan wordt het bestaan van de Tendaischool officieel toegestaan.

## Geboren
- Hincmar, aartsbisschop van Reims (waarschijnlijke datum)
- Liudolf, hertog van Saksen (waarschijnlijke datum)
- Lodewijk de Duitser, koning van het Oost-Frankische Rijk (overleden 876)

## Overleden
- Kammu (69), keizer van Japan